# FAdeA
FAdeA (Fábrica Argentina de Aviones «Brigadier San Martín» S.A.) — аргентинська авіабудівна компанія, найстаріша в Латинській Америці. Основну частину доходів компанія отримує від замовлень Міністерства оборони Аргентини.

## Історія

### Fábrica Militar de Aviones - FMA (з 1927 р.)

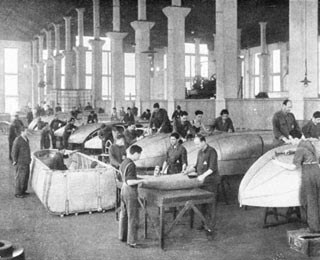
Майстерня FMA у 30-х роках

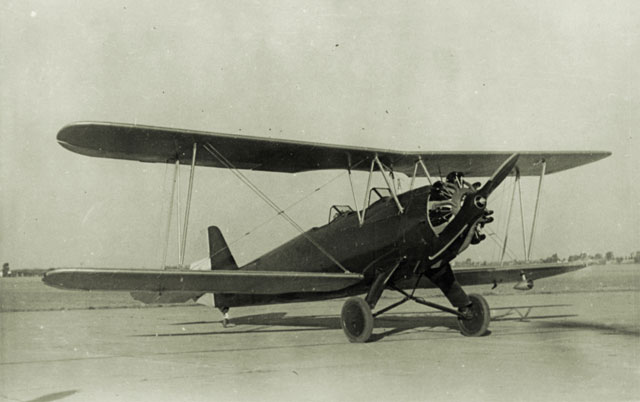
Літак IA-23, побудований у 1938 році за ліцензією німецької компанії Focke-Wulf FW-44

Проект будівництва фабрики був представлений у квітні 1926 року, а 8 червня того ж року уряд на чолі з президентом Марсело Альвєаром створив спеціальну комісію для будівництва заводу, до складу якої увійшли інженер-будівельник Домінго Сельва з Генерального управління інженерів та майор інженер Франсіско де Артеага з Управління аеронавігаційної служби армії.
Кілька місяців потому, 10 жовтня 1927 р., завод був урочисто відкритий.
Першим літаком вітчизняного виробництва, побудованим за англійською ліцензією, став Avro Gosport 504, оснащений двигуном Gnome потужністю 100 к.с.
Спочатку авіаційний завод будував літаки лише за європейськими ліцензіями, але вже з 1931 року випускав моделі власної конструкції Ae.C.1 та Ae.C.2.

### Instituto Aerotécnico (з 1943 р.)

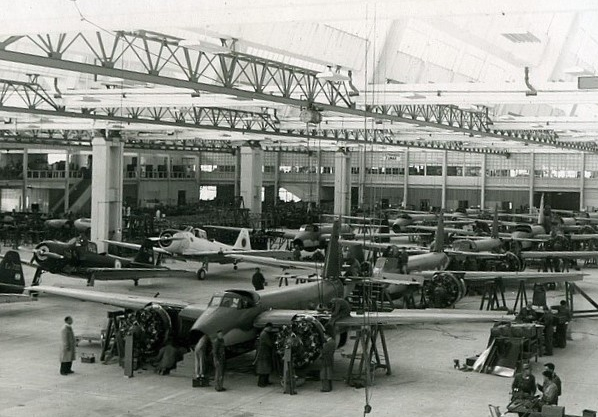
Виробнича лінія FMA. Кінець 40-х років

Самопроголошений президент, генерал Педро Пабло Рамірес, за згодою міністрів, указом № 11822 від 20 жовтня 1943 р. перейменував Fábrica Militar de Aviones (FMA) на "Instituto Aerotécnico". Згідно плану уряду, головним завданням було заохочення розвитку та технічного вдосконалення повітряного виробництва, об'єднання суміжних галузей пов'язаних з національною обороною. З цього моменту починається один із найважливіших етапів авіаційного промислового розвитку через усвідомлення необхідності підтримки для виробництва літаків у значних масштабах.
Після капітуляції Німеччини у 1945 р. відбувся масовий приїзд іноземних експертів, запрошених урядом Аргентини, для реалізації своїх розробок.
Так на замовлення ВПС Аргентини інженерами "Instituto Aerotécnico" на чолі з емігрантом з Франції Емілем Девуатіном (фр. Émile Dewoitine) був спроектований перший реактивний літак в Аргентині і Латинській Америці.

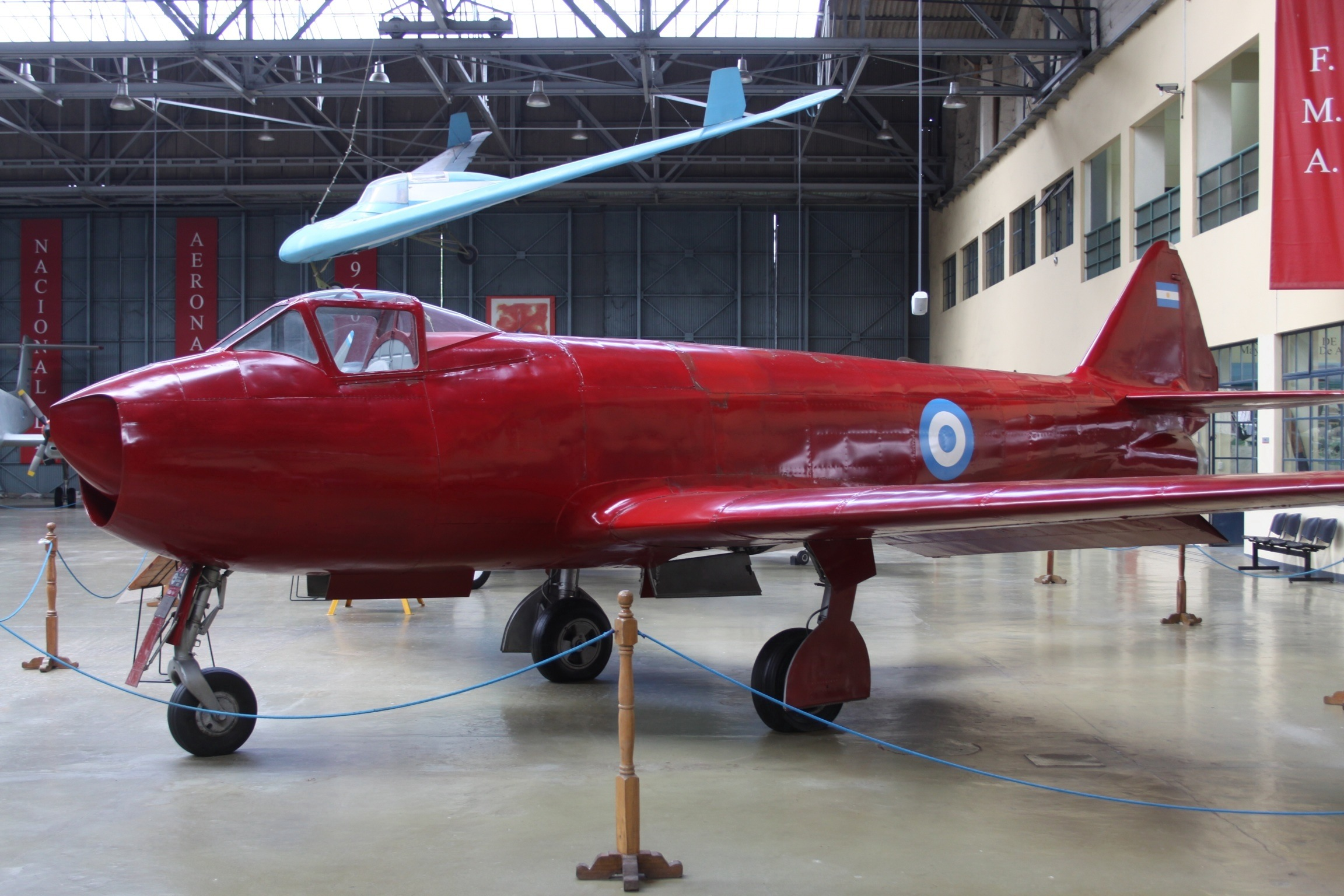
I.Ae.27 Pulqui в Національному музеї аеронавтики

9 серпня 1947 року прототип, під керуванням льотчика- випробувача Едмундо Освальдо Вайсса (ісп. Edmundo Osvaldo Weiss), здійснив перший політ. Але результати випробувань 
I.Ae. 27 Pulqui залишали бажати кращого - літак так і не вийшов на розрахункові характеристики. Проект був закритий, а роботи по створенню реактивної авіації продовжив авіаційний конструктор Курт Танк, який розробив на основі Focke-Wulf Ta 183 реактивний винищувач FMA IAe 33 Pulqui II.

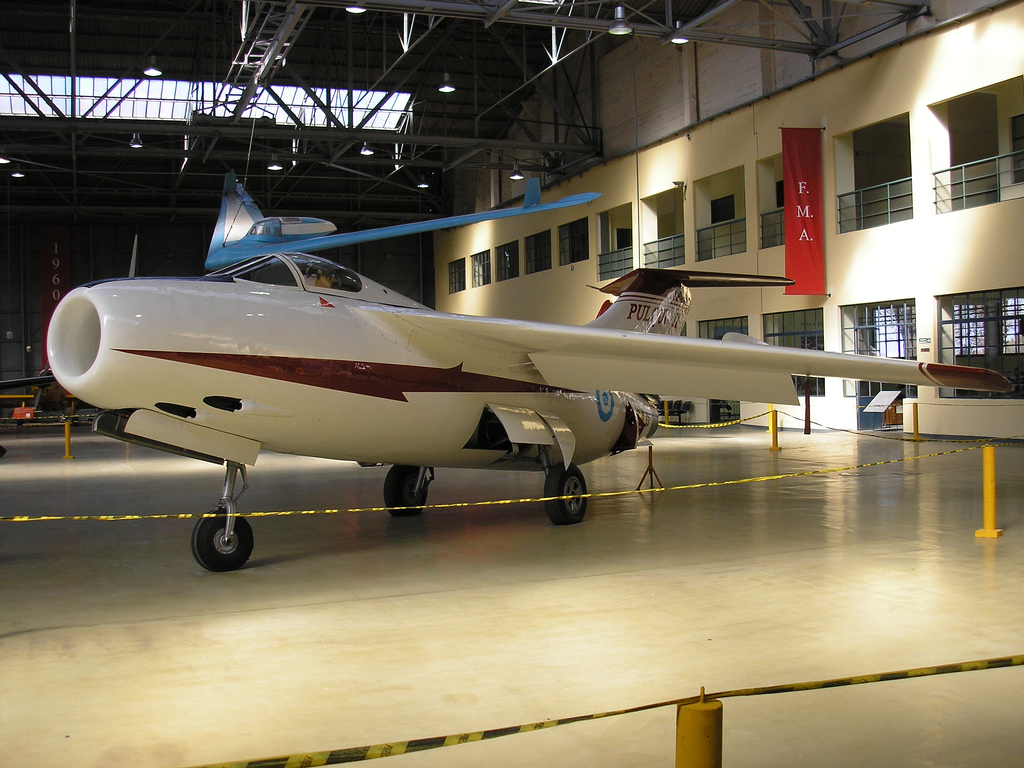
FMA I.Ae. 33 Pulqui II

Перший політ здійснено 16 червня 1950 випробувачем — капітаном Едмундо Вайссом. Всього було побудовано 5 літаків, однак фінансова криза та катастрофа одного з них під час параду поклала кінець подальшим розробкам. Також було скасовано проект 
турбореактивного пасажирського літака «Кондор».

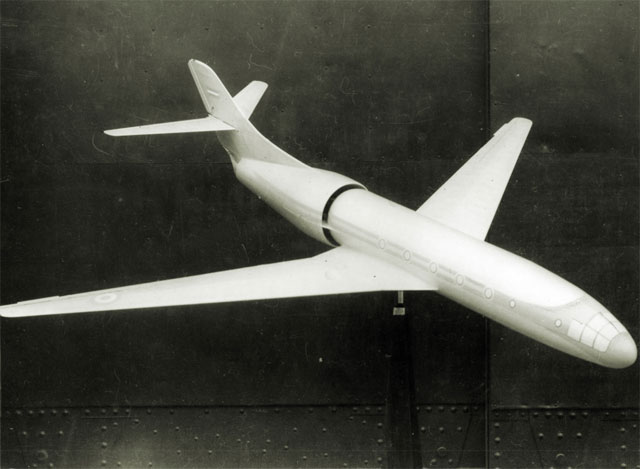
модель прототипа FMA I.Ae. 36 Cóndor

У 1950 - 60-х роках командою інженерів авіазаводу на чолі з німецьким авіаконструктором 
Реймаром Гортеном велася розробка експериментального літака I.Ae. 37 Ala Delta, аеродінамічної схеми - літаюче крило.

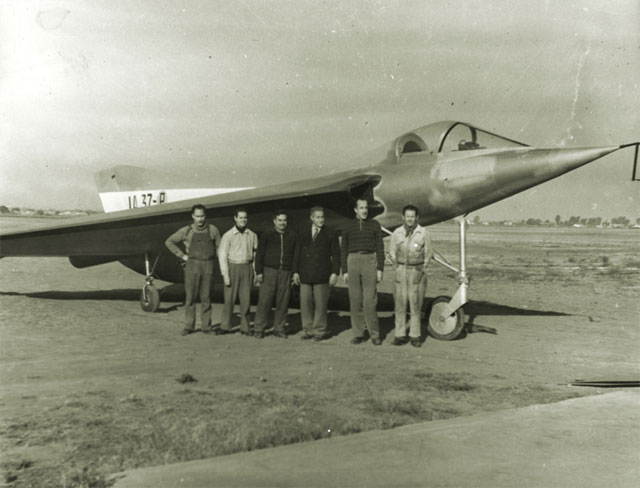
FMA I.Ae. 37 Ala Delta

Перший політ літака відбувся на початку 1961 року. Однак літак не зміг вийти на розрахункові характеристики і показав максимальну швидкість - 902 км / ч. Труднощі вдосконалення та аварія прототипу призвели до припинення подальших робіт над літаком.
Більш успішним був проект спортивного планера I.Ae. 34 Clen Antú (мап. Clen Antú, «Сонячний промінь») .

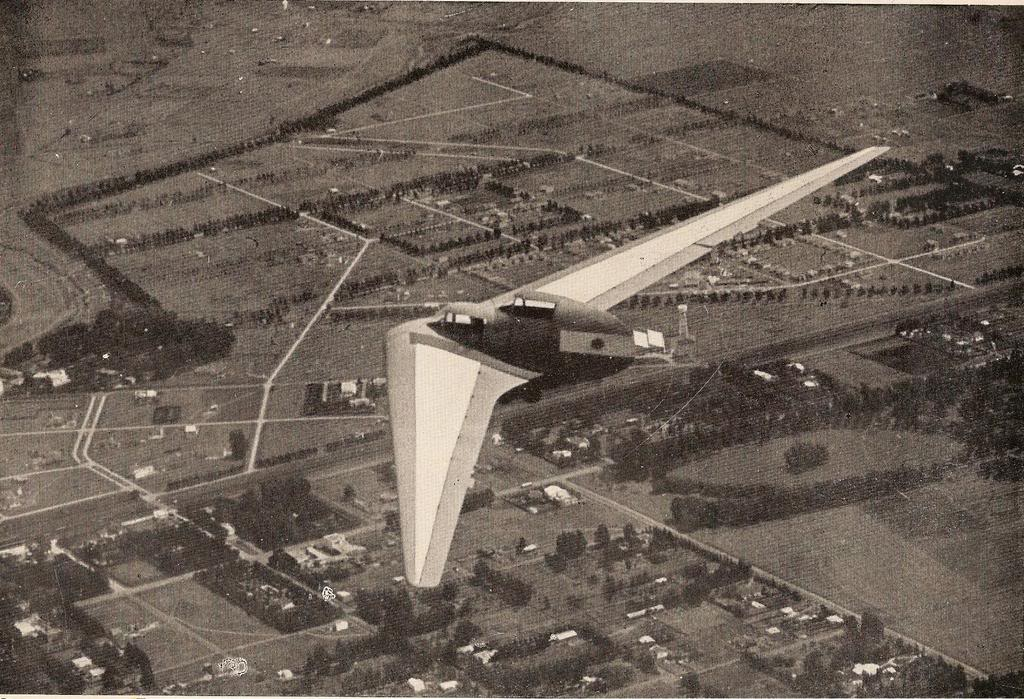
FMA I.Ae. 34 Clen Antú

У 1952 році планер брав участь на чемпіонаті світу з планерного спорту. Всього було побудовано шість апаратів, включаючи модернізовану версію - I.Ae. 34M.
У 1954 багато німецьких фахівців покинули Аргентину, серед них був і К.Танк.

### У складі конгломератуIndustrias Aeronáuticas y Mecánicas del Estado - IAME(1952-56)

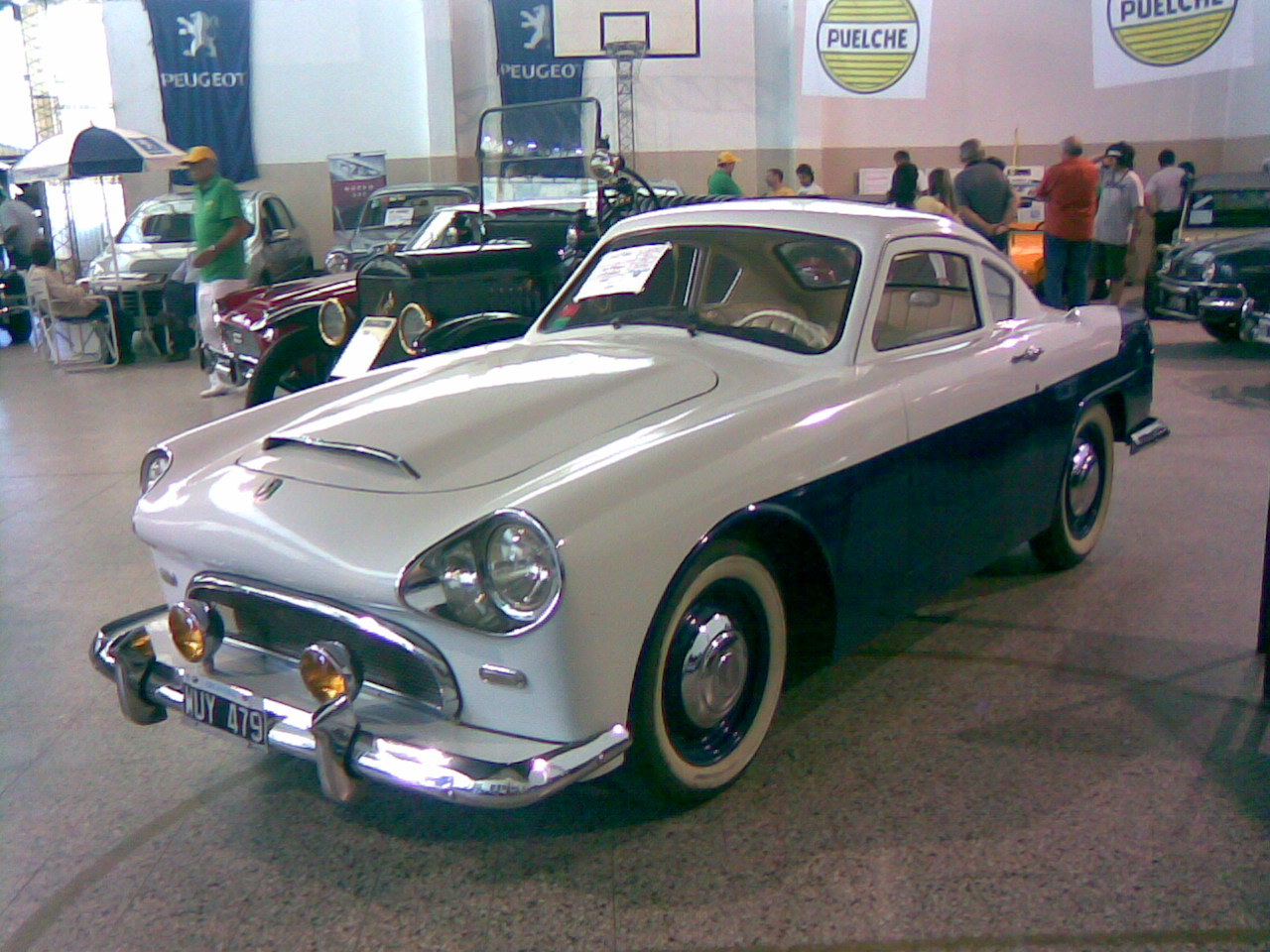
Автомобіль Justicialista, вироблений IAME між 1953 і 1955 роками.

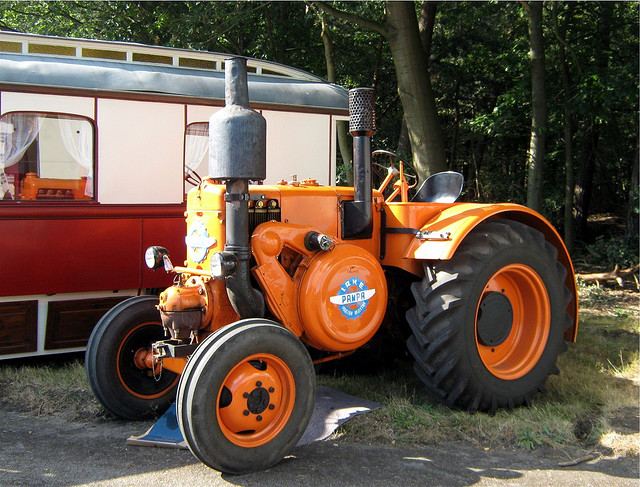
Трактор Pampa, що випускався IAME з 1952 року, на базі Lanz Bulldog D9506 німецького походження.

У березні 1952 р. був створений конгломерат фабрик IAME для сприяння виробництву літаків і автомобілів. Його створення походило від насущної потреби у виробництві автомобілів у країні, для чого було вирішено скористатися високим технологічним потенціалом авіазаводу.
Приблизно за рік були спроектовані майбутні транспортні засоби, збудовано завод-виробник і нарешті, у 1953 році почалося виробництво автомобілів, які розповсюджували через дилерську мережу.

### Dirección Nacional de Fabricaciones e Investigaciones Aeronáuticas - DINFIA(з 1957 р.)
У 1957 році комплекс був перейменований у Національне управління з питань авіаційного виробництва та досліджень , DINFIA.
DINFIA Guaraní I був першим турбогвинтовим літаком, виробленим у Латинській Америці. Цей літак здійснив свій перший політ 6 лютого 1962 р.

### Industrias Mecánicas del Estado - IME(1967)
У 1967-68 рр. авіабудівні підприємства зі складу DINFIA, були об'єднані під первісною назвою Fábrica Militar de Aviones (FMA), 
виключно задля діяльності аерокосмічного сектору, відокремлюючись від автомобільної промисловості, яку очолила компанія Industrias Mecánicas del Estado - IME.
А вже 27 грудня 1968 року (Резолюцією № 779) FMA була перейменована у Área de Material Córdoba - AMC.
На початку того ж року Головне командування ВПС Аргентини надало авіазаводу вимоги до проекту та будівництва FMA IA-58 Pucara. Будівництво першого прототипу розпочалося у вересні того ж року, і він здійснив перший політ 16 серпня 1969 року.
У 1978 р., під час процесу національної реорганізації, розглядається програма відновлення перших місць у світовій авіаційній галузі, за збігом вимог ВПС Аргентини, щодо нового вдосконаленого навчального літака IA63 Pampa на заміну Morane-Saulnier MS-760.
Авіапідприємство мало величезний досвід, сучасне обладнання, але було очевидно, що для розробки літаків наступного покоління йому не вистачало  передових технологій. З цієї причини розпочався пошук іноземного партнера, від якого можна отримати технічну консультацію та допомогу в проектуванні, а також доступ до новітніх будівельних технологій з використанням композиційних матеріалах.
Це призвело до підписання 5 травня 1980 року угоди з німецькою компанією Dornier Flugzeugwerke.
Перший політ IA-63 був запланований на жовтень 1983 р., але скорочення бюджету затримало проект і 
будівництво першого прототипу почалось лише в червні 1983 р. 14 серпня 1984 р. відбулася перша публічна презентація IA-63 Pampa.
Хоча початковою вимогою військових було придбання шістдесяти чотирьох літаків, реальність полягала в тому, що в умовах високої інфляції та скорочення бюджету ВПС змушені були задовольнитися партію з 20 літаків.
У середині 80–х років FMA спільно з фірмою Dornier почали дуже амбізіозний проект надзвукового винищувача SAIA 90 (ісп. Sistema de Armas Integrado Argentino de la decada del 90 ), який умовно міг бути віднесений до покоління 4,5. SAIA 90 повинен був замінити в аргентинських ВВС Міражі (III / V), IAI Nesher і Супер Ентадари. Перший політ планувався в 1989 році, а серійний випуск - з 1991 року. Але з фінансових причин програму закрили ще до початку 90-х.

### Lockheed Martin (з 1995 р.)

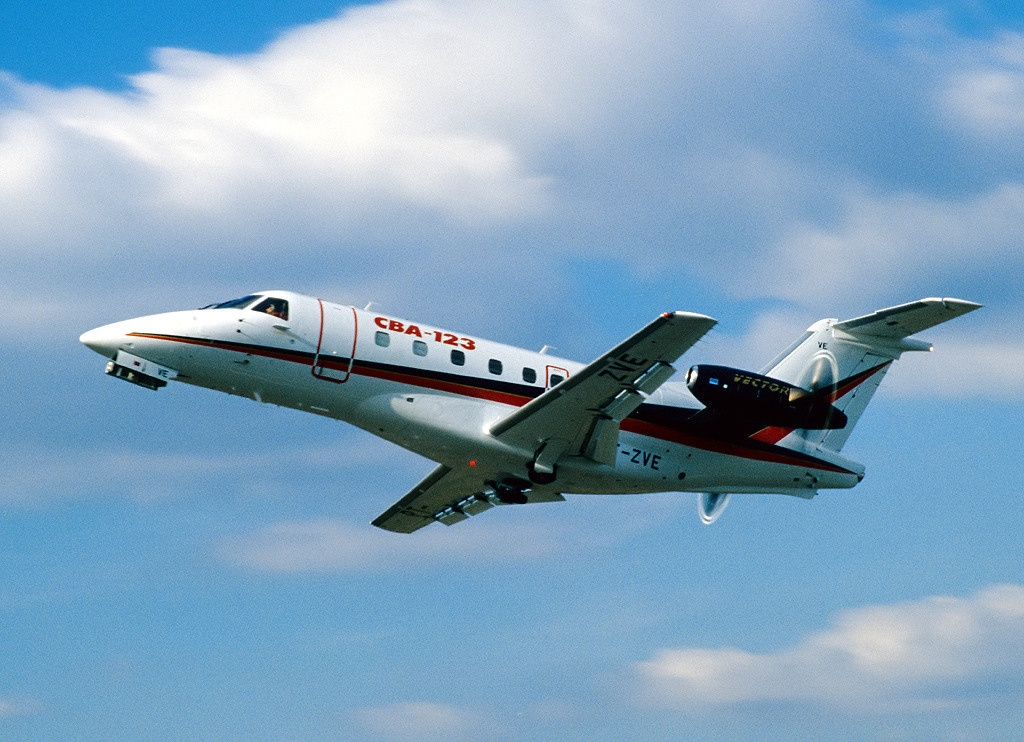
FMA IA 70 Vector/Embraer EMB 123 Vector

Наприкінці 1980-х FMA спільно з Embraer було розроблено комерційний проект турбогвинтового літака місткістю на 19 пасажирів. Прототип вперше піднявся у повітря 30 липня 1990 р. Хоча він включав деякі найсучасніші технології того часу, літак не був прийнятий ринком через його високу ціну, і проект було скасовано.
На той час державні інвестиції в аерокосмічну промисловість значно скоротились через серйозну гіперінфляційну та девальваційну кризу. Офіційне рішення скасувати будь-який вид державної допомоги галузі призвело до зростання відсутності інтересу до оборонного району після закінчення холодної війни. Ці події також були пов'язані з провалом проекту "Вектор" та кризою в авіації, спричиненою стрибком цін на нафту в 1990 році.
У зв'язку з цим підприємство зіткнулося з серйозною кризою, після чого в кінці 1994 року було прийнято рішення про передачу заводу в концесію американській аерокосмічній компанії Lockheed Martin, терміном на 15 років з можливістю її продовження до 20 років. При цьому американська сторона дала згоду на збереження 2300 робочих місць для аргентинських фахівців.
У березні 2009 року президент Аргентини Крістіна Фернандес де Кіршнер заявила про націоналізацію авіазаводу. Президент заявила про наміри уряду повернути ті підприємства, які були продані в 1990-і роки урядом президента Карлоса Менема.

### FAdeA (з 2009 р.)
FAdeA - акціонерне товариство з державним капіталом, створене в грудні 2009 року, під час президентства Крістіни Кіршнер, коли держава придбала пакет акцій Lockheed Martin Aircraft Argentina SA. Уряд виплатив Lockheed Martin 27 мільйонів доларів. Більше тисячі співробітників підприємства зберегли свої робочі місця.

## Аерокосмічна діяльность

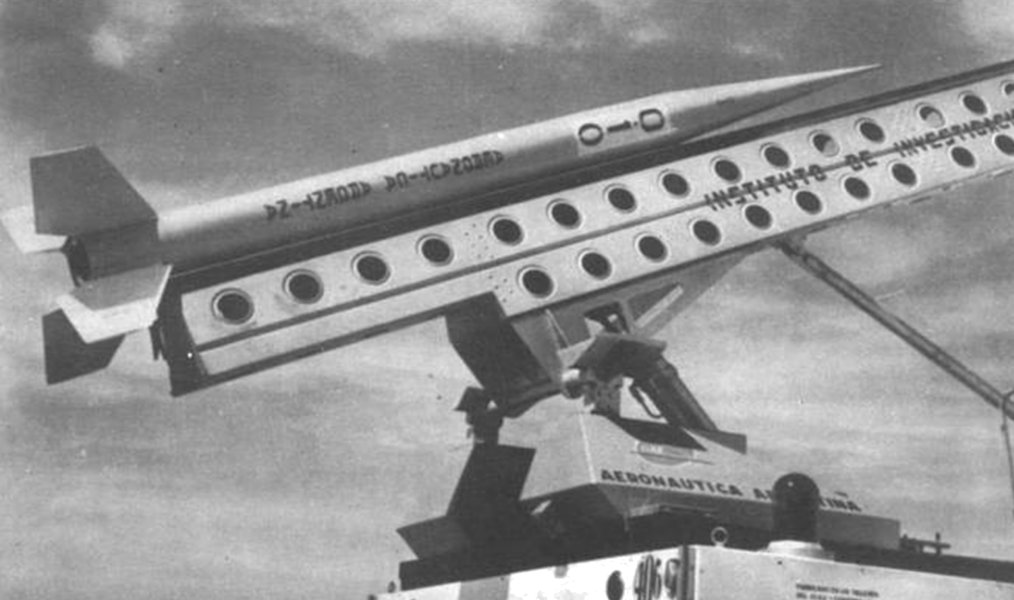
Ракета "Оріон II", розроблена в середині 1960-х

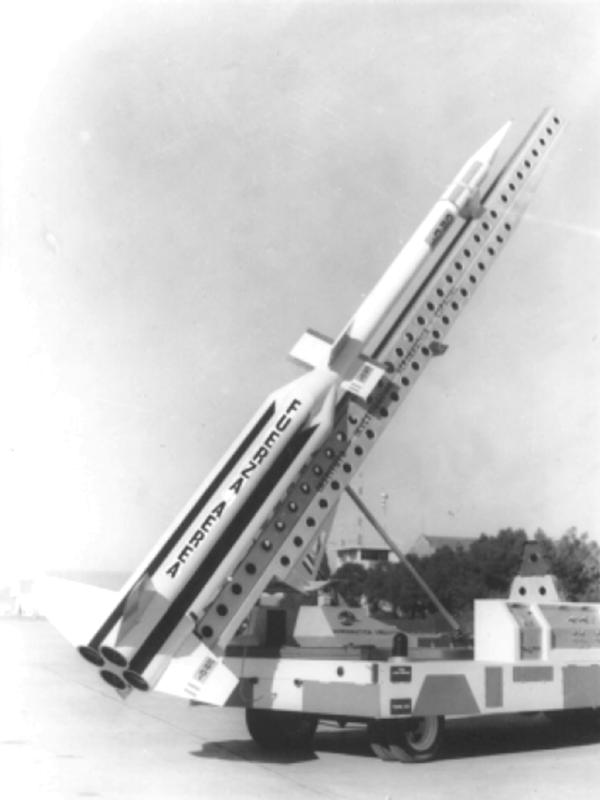
Ракета Castor CRX-01

2 лютого 1961 року відбувся перший запуск ракети національного виробництва Alfa Centauro, що досягла висоти 20 км.
Згодом послідували інші пуски, а у 1965 року було здійснено пуск із бази "Марамбіо" в Антарктиді, що дозволило Аргентині стати третьою країною після СРСР та США здійснівшою космічний експеримент з "білого континенту". Завдання експерименту включали аналіз польоту та дослідження рентгенівських променів в атмосфері.

## Сучасність

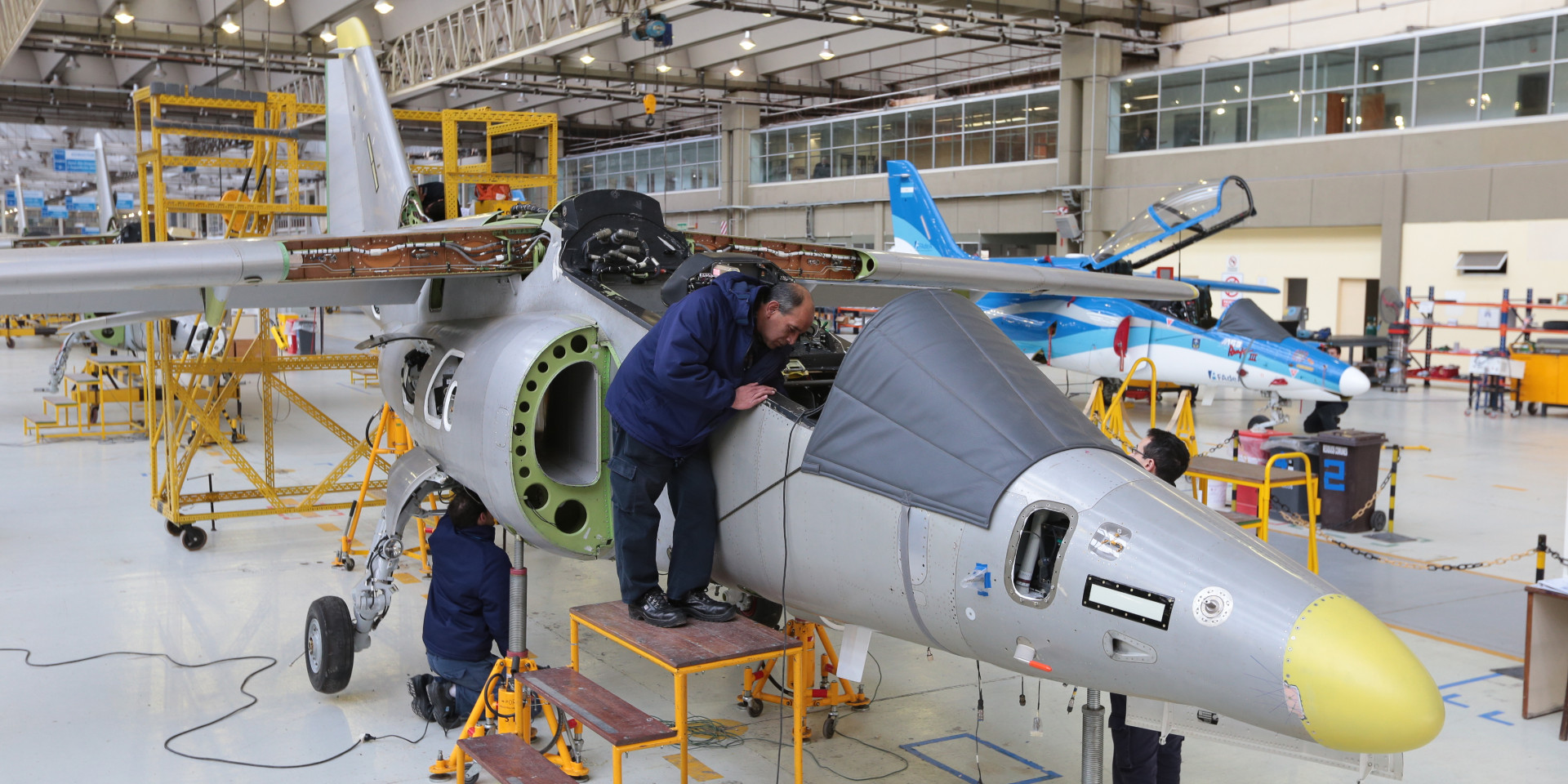
Виробнича лінія IA-63 Pampa III.

У 2009 році, після повернення заводу у власність держави, його розвиток вийшов на новий рівень.
У 2011 році FAdeA уклала контракт з компанією Embraer на виготовлення компонентів літака KC-390. У 2015 році була здійснена перша поставка, що складалась з трьох із шести компонентів,  для першого прототипу літака.
До березня 2017 року компанія зменшила свою заборгованість на 92,3 %. У серпні того ж року вона, уперше за 25 років, експортувала два літаки PA-25 «Puelche» за ціною 0,5 млн USD. Крім того, вона уклала контракт з Airbus на консервацію літаків C-212, які використовуються у сухопутних військах та військово — морській префектурі.
У листопаді 2017 року новим президентом був призначений Antonio José Beltramone.
У вересні 2018 року FAdeA надала перший модернізований C-130 Hercules військово — повітряним силам.
У грудні завод виконав замовлення ВПС на три нових навчально-бойових літаки Pampa III. У період з 2019 по 2020 рік було поставлено ще три.
У 2019 році FAdeA уклала контракт з еміратською компанією Etihad Engineering на проведення технічного обслуговування літаків Airbus A320 та Boeing 737.
У 2020 році, інженера Mirtha Iriondo було призначено на пост президента компанії.
У лютому 2020 року компанія має бути сертифікована Управлінням цивільної авіації Бразилії здійснювати обслуговування літаків A320 в Бразилії.
Крім того, Міністерство оборони Аргентини і FAdeA планують виготовляти навчально-тренувальний літак IA-100 Malvina.

## Продукція

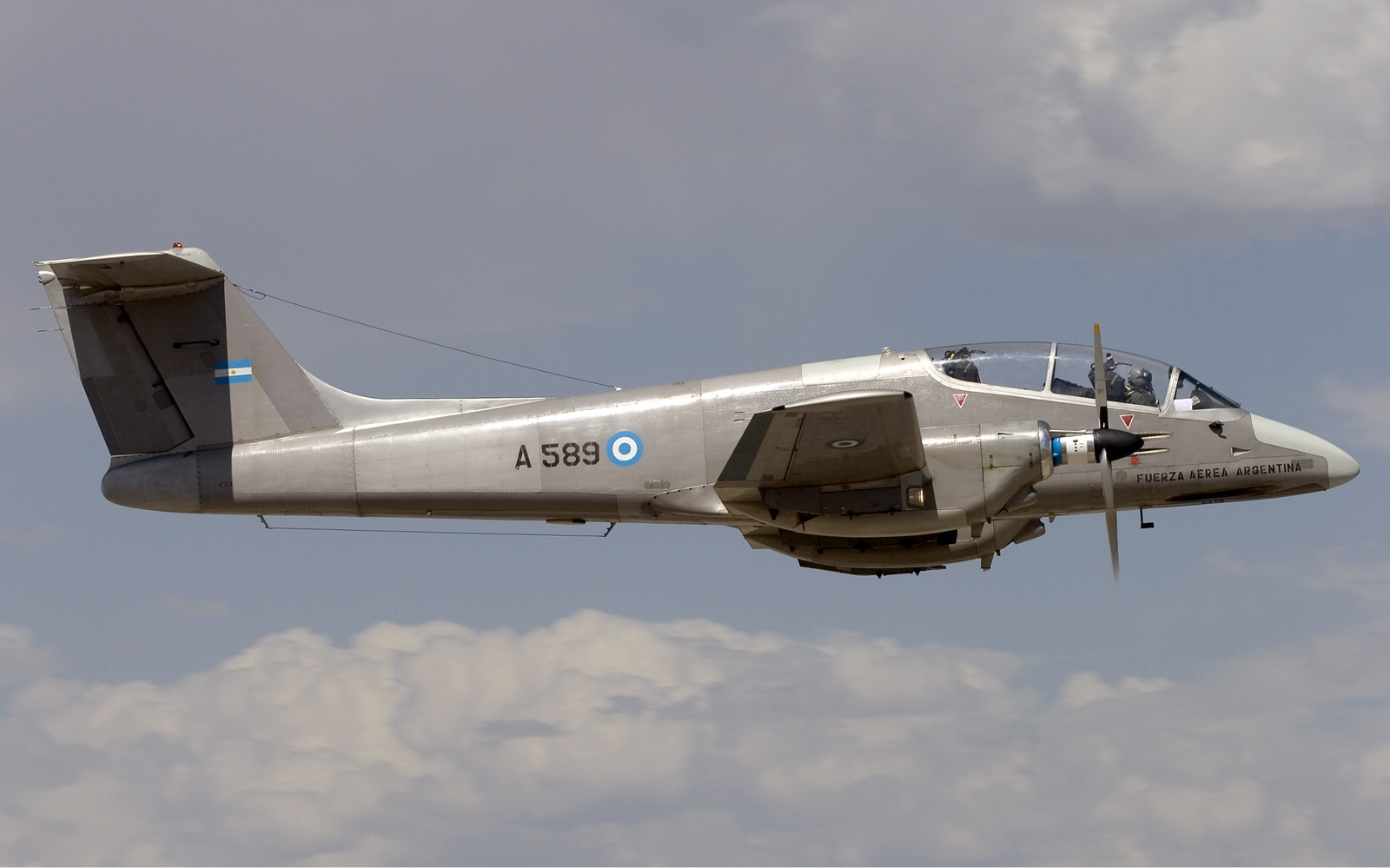
FMA IA 58 Pucará

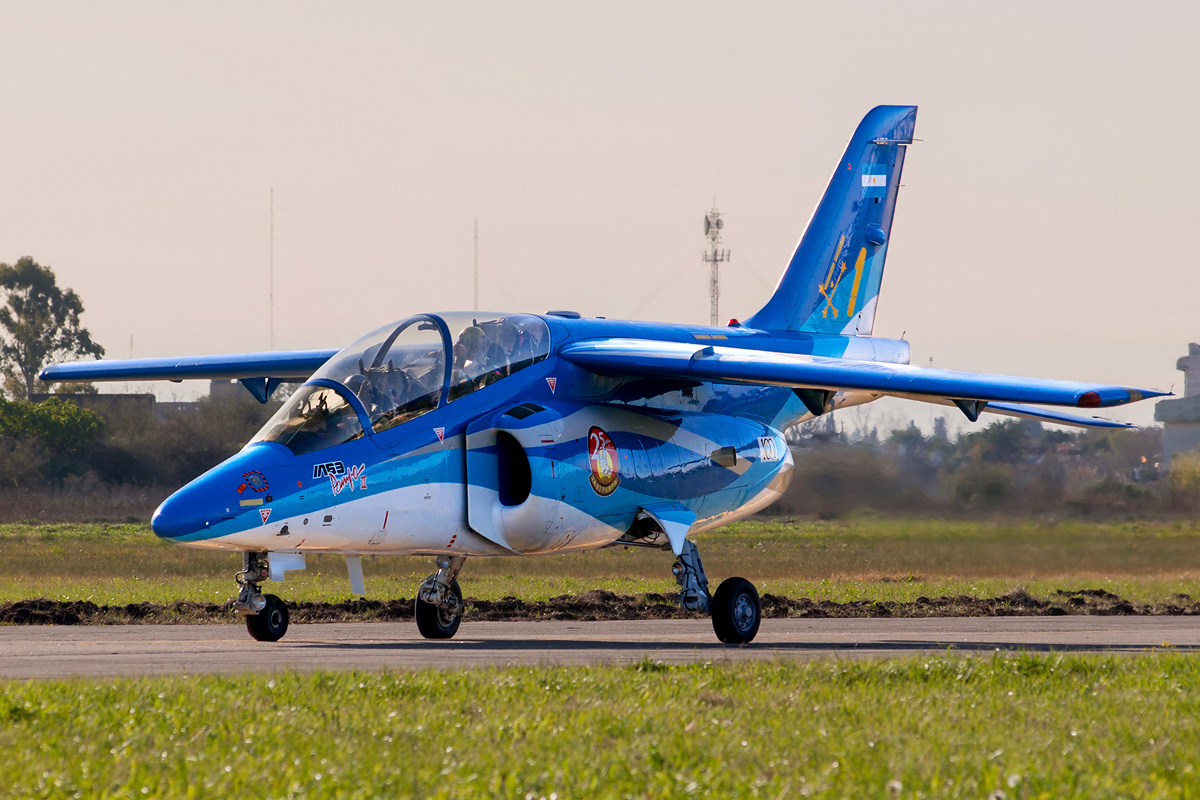
FMA IA 63 Pampa

### Літаки власної розробки
- Ae. C.1 (1931)
- Ae. C.2 (1932)
- Ae. M.E.1 (1933)
- Ae. T.1 (1933)
- Ae. M.O.1 (1934) (згодом Ae. M.Oe.1)
- Ae. C.e (1934)
- Ae. M.Oe.2 (1934)
- Ae. C.3 (1934)
- Ae. MB.1/Ae. MB.2 Bombi (1935)
- Ae. M.S.1 (1935)
- Ae. C.3.G (1936)
- Ae. C.4 (1936)
- 20 El Boyero (1940)
- 21 (1943)
- I.Ae. 22 DL (1944)
- I.Ae. 23 (1945)
- I.Ae. 24 Calquín (1946)
- I.Ae. 25 Mañque (1945)
- I.Ae. 27 Pulqui (1947)
- I.Ae 28 Super Calquin
- I.Ae. 30 Ñancú (1948)
- I.Ae. 31 Colibrí (1947)
- I.Ae. 32 Chingolo (1949)
- I.Ae. 33 Pulqui II (1950)
- I.Ae. 34 Clen Antú (1949)
- I.Ae. 35 Huanquero (1953)
- I.Ae. 36 Cóndor
- I.Ae. 37 Ala Delta (1954)
- I.Ae. 38 Naranjero (1960)
- I.Ae. 41 Urubú (1953)
- I.Ae. 44 DL II
- I.Ae. 45 Querandí (1957)
- I.Ae. 46 Ranquel (1958)
- I.Ae. Guaraní I (1961)
- IA 50 Guaraní II (1966)
- IA 51 Tehuelche (1963)
- IA 53 Mamboretá (1966)
- IA 54 Carancho
- IA 58 Pucará
- IA 63 Pampa (1988)[14][15]
- IA 66 Pucara II
- IA 67 Córdoba (1980)
- IA 68 ATL (1980—1985)
- IA 70 Vector (1990) (спільно з Embraer)
- SAIA 90 (спільно з Dornier)
- IA 73 Unasur I[15][16][17]
- KC-390 (спільно з Embraer)[18]

### Ліцензійні літаки
- Avro 504/Avro 504N Gosport (1928)
- Dewoitine D.21 C-1 (1929)
- Focke-Wulf FW44 Stieglitz (1937)
- Curtiss Hawk 75-0 (1940)
- Beechcraft B-45 Mentor (1957)
- Morane-Saulnier MS-760 Paris (1958)
- Cessna A-182 Skylane (1966)
- Lockheed Martin A-4AR Fightinghawk (1999)[19][20]
- Laviasa PA-25 Puelche[21]

### Гелікоптери
- Z-11 «Памперо» (за ліцензією)[17][22]

### Двигуни

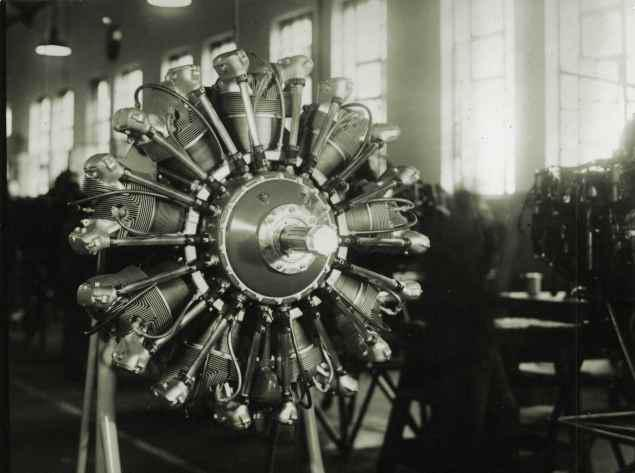
Авіаційний двигун FMA I.Ae. R-19

- FMA I.Ae. 16 El Gaucho
- FMA I.Ae. R-19 El Indio
- Institec MA-1 M-800
- Institec M-700
- IAME V-8
- FMA I.Ae. 0-1600-R X-1
- FMA I.Ae. 0-4000-R

### Ракетна зброя

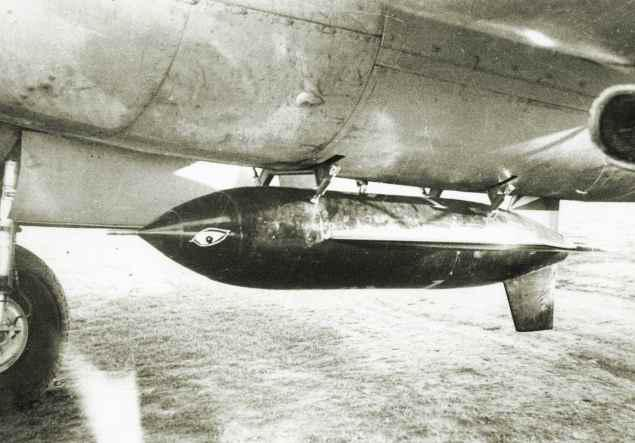
AM-1 Tábano під крилом бомбардувальника «Calquín»

- AM-1 Tábano – керована ракета "повітря – поверхня"
- PAT-1 (Proyectil Argentino Teledirigido) — протикорабельна керована бомба.
- PAT-2 — крилата ракета "поверхня – поверхня".
- PA-Х4 / AP-X4 – тактична ракета / зенітна ракета малої дальності.
- ARM BK P-125
- I.A. C-1057 Áspid ARM